# Cryphaea lanceolata
Cryphaea lanceolata är en bladmossart som beskrevs av P. Rao och Johannes Enroth 1999. Cryphaea lanceolata ingår i släktet Cryphaea och familjen Cryphaeaceae. Inga underarter finns listade i Catalogue of Life.